# Charbielin (powiat leszczyński)
Charbielin (pol. hist. Charbielino) – wieś w Polsce położona w województwie wielkopolskim, w powiecie leszczyńskim, w gminie Włoszakowice, na obszarze Przemęckiego Parku Krajobrazowego.

## Historia
Wieś historycznie należała do Wielkopolski. Ma metrykę średniowieczną i jest notowana od końca XIII wieku. Po raz pierwszy wymieniona została w łacińskojęzycznym dokumencie z 1286 pod nazwą Charbelino, 1286 Charbelino, 1304 Charbelina, 1399 Chabelino, 1401 Charbalino, 1420 Charbyelino, 1431 Charbolino, 1470 Chabyelino.
Miejscowość była wsią rycerską, przejściowo kościelną, a później szlachecką należącą do lokalnej szlachty wielkopolskiej – Gryżyńskich, Dłużyńskich, a później także Opalińskich. W 1445 leżała w powiecie kościańskim Korony Królestwa Polskiego. Od 1510 była siedzibą własnej parafii w dekanacie Wschowa.
W 1286 komes Bogusza syn Piotra legował w testamencie opactwu benedyktynów w Lubiniu wsie Charbielino, Dłużyna oraz jeziora Kosino i połowę jeziora Trzebidzkiego. Po jego śmierci sprzeciwili się tej darowiźnie bratankowie zmarłego Mściwoj syn Blizbora, Detlep oraz Piotr synowie Piotra. Książę wielkopolski Przemysł II przysądził opactwu Charbielin oraz nadał wsi zwolnienia immunitetowe podobne do innych wsi klasztornych. Dokument ten został interpolowany i zdaniem historyka Zbigniewa Perzanowskiego interpolacja ta nie obejmuje Charbielina, lecz tylko Dłużynę oraz jezioro. W dokumencie datowanym na 1294, według falsyfikatu z 1302, książę wielkopolski Przemysł II potwierdził posiadłości benedyktynów lubińskich wymieniając także m.in. Charbielin.
W 1401 Charbielin miał zapłacić karę w wysokości 8 skudów na rzecz sądu oraz 8 skudów Synosze Wilkowskiej z powodu absencji na zebraniu opola wilkowskiego circa opole circa Wilkowo. W latach 1420–1424 wieś odnotowano jako własność Przybysława Gryżyńskiego z Brenny. W 1422 sąd zachował Małgorzatę żonę stolnika poznańskiego Przybysława z Brenny przy jej darowiźnie jaką otrzymała od męża m.in. w Charbielinie. W 1439 Andrzej oraz Wojsław z Gryżyny pozwani zostali przez Andrzeja Jaszkowskiego z Jaszkowa koło Śremu o równy podział dóbr po stryju Przybysławie Gryżyńskim w skład, których wchodziła Brenna wraz z okolicznymi wsiami, w tym m.in. Charbielin. W 1466 następuje podział dóbr po Andrzeju Włoszakowskim oraz Wojciechu Wojsławie Włoszakowskim pomiędzy jego synami Andrzejem Włoszakowskim, Janem z Gryżyny oraz Maciejem Mościcem z Węglin. W wyniku tego podziału Maciej Mościc otrzymał Węgliny oraz m.in. Charbielin.
W latach 1470-99 jako właściciel wsi figuruje Andrzej Gryżyński zwany także Dłużyńskim. W 1479 zapisał on żonie Małgorzacie po 200 kóp posagu oraz wiana na połowie części w Włoszakowicach, Brennie oraz m.in. na połowie Dłużyny i połowie Charbielina. W 1510 we wsi odnotowano 1,5 łana opuszczonego, które uprawiała pani Włoszakowska. W 1513 Opalińscy odziedziczyli Dłużynę, Grotniki i Charbielin po śmierci Jarosława Gryżyńskiego i Małgorzaty Opalińskiej. W 1566 odnotowano we wsi pobór podatków od 3 zagrodników. W 1581 w części Andrzeja Gawrońskiego odnotowano kolonistę, który zapłacił pobór od pługa.
W 1568 opisana została granica Charbielina: kopiec narożny w błocie nad strugą, płynącą z lasu wsi Sokołowo do jeziora Trzebidzkiego dzielił wsie Trzebidza, Sokołowo oraz Dłużyna. Dalej biegła od tego kopca przez błoto do kolejnego kopca, który dzielił wsie Sokołowo, Charbielin oraz Dłużynę, a potem do 21 kopców granicznych ustawionych wzdłuż drogi z Sokołowa do Grotnik, zwanej Starą Drogą. Wspomniano przy tym ścieżkę z Dłużyny do Charbielina, kopce ustawione przez pole, aż do bagna, a następnie 12 kolejnych kopców granicznych wyznaczających granicę przez bagno aż do ostrowu. Dalej kopce ustawiono aż do bagna nad jeziorem Kosina, a nad nim ostatni kopiec graniczny, po którym granica dochodziła do kopca narożnego wsi Charbielin, Dłużyny i Grobi.
W wyniku II rozbioru Rzeczypospolitej w 1793, miejscowość przeszła w posiadanie Prus i jak cała Wielkopolska znalazła się w zaborze pruskim. W okresie Wielkiego Księstwa Poznańskiego (1815-1848) miejscowość wzmiankowana jako Charbelin (Karmelin) należała do wsi mniejszych w ówczesnym pruskim powiecie Kosten rejencji poznańskiej. Charbelin należał do okręgu śmigielskiego tego powiatu i stanowił część majątku Sokołowo (niem. Sukel), który należał wówczas do Skórżyńskiego. Według spisu urzędowego z 1837 roku Charbelin liczył 61 mieszkańców, którzy zamieszkiwali 8 dymów (domostw).
W latach 1975–1998 miejscowość administracyjnie należała do województwa leszczyńskiego. Do końca 1999 roku w gminie Przemęt w powiecie wolsztyńskim.
Znajduje się tam Sanktuarium maryjne. Kościół w Charbielinie istniał już w XII wieku. Pięćset lat później, w wyniku pożaru, przeniesiono parafię do Dłużyny, jednak wkrótce Charbielin zasłynął z kultu maryjnego, związanego z płaskorzeźbą przedstawiającą Wniebowzięcie Matki Bożej. Wierni dziękowali tu za cuda – przede wszystkim uzdrowienia, a wierni z Włoszakowic złożyli wotum za uratowanie przed zarazą.